# Vasili Flug
Vasili Egorovici Flug (în rusă Василий Егорович Флуг) (n. 19 martie 1860 – d. 9 decembrie 1955, San Francisco, SUA) a fost unul dintre generalii Armatei Țariste Ruse din Primul Război Mondial.
A îndeplinit funcția de comandant al Corpului 2 Armată rus în campania acesteia din România, având gradul de general de infanterie.:p. 181